# Шевченко, Анастасия Александровна
Анастасия Александровна Шевченко (род. 11 июня 1999, Омск) — российская биатлонистка, двукратная чемпионка мира среди юниоров, двукратная чемпионка России, бронзовый призёр чемпионата Европы 2021 в спринте. Мастер спорта России международного класса.

## Биография
Родилась в Омске. Родители профессионально занимались лыжами, а старший брат Алексей — биатлоном. Вслед за братом в юниорском возрасте перебралась в Екатеринбург. На внутренних соревнованиях представляет Свердловскую область. Первый тренер — Фёдорова Татьяна Александровна, в Екатеринбурге тренировалась в УОР № 1 у Шашилова Михаила Викторовича.

### Юниорская карьера
Неоднократная победительница и призёр первенств России в младших возрастах (средние и старшие девушки). В категории юниорок (до 21 года) — чемпионка России по летнему биатлону 2018 года в спринте и серебряный призёр в масс-старте.
Бронзовый призёр XIII зимнего Европейского юношеского Олимпийского фестиваля в Эрзуруме (2017) в спринте.
В 2018 году принимала участие в чемпионате мира среди юниоров в Отепя в категории до 19 лет. В индивидуальной гонке завоевала серебряную медаль, также была 23-й в спринте, 7-й в гонке преследования и четвёртой в эстафете.
На юниорском чемпионате мира 2020 года в Ленцерхайде выступала среди 21-летних. Завоевала две золотых медали — в спринте и гонке преследования и серебро в эстафете. В индивидуальной гонке финишировала четвёртой.
Принимала участие в гонках юниорского Кубка IBU.

### Взрослая карьера
В 2019 году стала бронзовым призёром чемпионата России в суперпасьюте.
С сезона 2020/21 стала выступать среди взрослых. На первом же для себя этапе Кубка IBU в Арбере Шевченко завоевала медали во всех трёх гонках: бронзу и серебро в спринтах, а также золотую награду в составе эстафеты. По итогам всего сезона Анастасия завоевала малый хрустальный глобус по программе спринтов. В том же сезоне на чемпионате Европы в польском городе Душники-Здруй стала бронзовым призёром в спринтерской гонке. 
В марте 2021 года впервые была вызвана в состав основной сборной России на последний этап Кубка мира в шведском Эстерсунде. Дебют оказался не очень удачным: в спринтерской гонке Шевченко стала 53-й, в гонке преследования – 47-й.
На летнем чемпионате мира-2021 среди юниорок в Нове-Место Шевченко выиграла спринт и гонку преследования.
Сезон 2021/22 начинала на Кубке IBU. По ходу первой части сезона Анастасия 5 раз поднималась на подиум, в том числе трижды – на верхнюю ступень, и была уверенным лидером общего зачёта. Благодаря успешным выступлениям во втором биатлонном дивизионе, Шевченко в январе 2022 года вернулась в основную сборную. Незадолго до начала пятого этапа Кубка мира в Оберхофе спортсменка неудачно растянула ногу, но настояла на своём выступлении и в спринте заняла лишь 86-е место. На следующем этапе в Рупольдинге стала 57-й в спринте с чистой стрельбой, а в гонке преследования остановилась в шаге от очковой зоны, став 41-й. Позднее принимала участие на чемпионате Европы в Арбере, но выше 17-й позиции в личных гонках не поднималась. В феврале из-за травмы ноги объявила о досрочном завершении сезона.
Перед сезоном 2022/23 спортсменке провели экстренную операцию на глазу и вставили штырь в травмированную ногу, с которым она пробежала весь сезон. Несмотря на проблемы со здоровьем, Шевченко провела сезон полноценно, по ходу которого стала победителем и призёром чемпионата России и одержала победу на этапе Кубка Содружества в Тюмени. 
В феврале 2024 года выиграла золото и серебро на главном внутрироссийском старте сезона 2023/24, спартакиаде сильнейших в Златоусте. Также на счету Шевченко победа и третье место в рамках чемпионата России.
Летнюю часть сезона 2024/25 Шевченко провела успешно, выиграв золото и серебро Кубка Содружества, а также стала второй в эстафете на летнем чемпионате России в Красноярске. В ноябре стала серебряным призёром коммерческого Кубка МЛКБ в масс-старте. В период с декабря 2024 по февраль 2025 года завоевала серебро чемпионата России в индивидуальной гонке, а также две бронзы: в смешанной эстафете на Кубке России в Ханты-Мансийске и «Кубке сильнейших» в Раубичах.

### Статистика на Кубке мира
| 2021/2022 Итоги | 2021/2022 Итоги | Эстерсунд | Эстерсунд | Эстерсунд | Эстерсунд | Эстерсунд | Хохфильцен | Хохфильцен | Хохфильцен | Анси | Анси | Анси | Оберхоф | Оберхоф | Оберхоф | Оберхоф | Рупольдинг | Рупольдинг | Рупольдинг | Антхольц | Антхольц | Антхольц | ОИ Пекин (*) | ОИ Пекин (*) | ОИ Пекин (*) | ОИ Пекин (*) | ОИ Пекин (*) | ОИ Пекин (*) | Контиолахти | Контиолахти | Контиолахти | Отепя | Отепя | Отепя | Отепя | Осло | Осло | Осло |
| Очков           | Место           | Инд       | Спр       | Спр       | Эст       | Пр        | Спр        | Пр         | Эст        | Спр  | Пр   | МС   | Спр     | См      | Осм     | Пр      | Спр        | Эст        | Пр         | Инд      | МС       | Эст      | См           | Инд          | Спр          | Пр           | Эст          | МС           | Эст         | Спр         | Пр          | Спр   | МС    | См    | Осм   | Спр  | Пр   | МС   |
| —               | —               | —         | —         | —         | —         | —         | —          | —          | —          | —    | —    | —    | 86      | —       | —       | —       | 57         | —          | 41         | —        | —        | —        | —            | —            | —            | —            | —            | —            | —           | —           | —           | —     | —     | —     | —     | —    | —    | —    |

| 2020/2021 Итоги | 2020/2021 Итоги | Контиолахти | Контиолахти | Контиолахти | Контиолахти | Контиолахти | Хохфильцен | Хохфильцен | Хохфильцен | Хохфильцен | Хохфильцен | Хохфильцен | Оберхоф | Оберхоф | Оберхоф | Оберхоф | Оберхоф | Оберхоф | Оберхоф | Антхольц | Антхольц | Антхольц | ЧМ Поклюка | ЧМ Поклюка | ЧМ Поклюка | ЧМ Поклюка | ЧМ Поклюка | ЧМ Поклюка | ЧМ Поклюка | Нове-Место | Нове-Место | Нове-Место | Нове-Место | Нове-Место | Нове-Место | Нове-Место | Эстерсунд | Эстерсунд | Эстерсунд |
| Очков           | Место           | Инд         | Спр         | Спр         | Эст         | Пр          | Спр        | Эст        | Пр         | Спр        | Пр         | МС         | Спр     | Пр      | См      | ОСм     | Спр     | Эст     | МС      | Инд      | МС       | Эст      | См         | Спр        | Пр         | Инд        | ОСм        | Эст        | МС         | Эст        | Спр        | Пр         | Спр        | Пр         | См         | ОСм        | Спр       | Пр        | МС        |
| —               | —               | —           | —           | —           | —           | —           | —          | —          | —          | —          | —          | —          | —       | —       | —       | —       | —       | —       | —       | —        | —        | —        | —          | —          | —          | —          | —          | —          | —          | —          | —          | —          | —          | —          | —          | —          | 53        | 47        | —         |

## Личная жизнь
23 сентября 2023 года вышла замуж.